# エチオピア連邦統一軍事戦線
エチオピア連邦統一軍事戦線（英:United Front of Ethiopian Federalist and Confederalist Forces、略: UFEFCF）とは、ティグレ紛争中のエチオピアで2021年11月に結成された、ティグレ人民解放戦線（TPLF）およびオロモ解放軍（OLA）を中心とする9つの反政府組織からなる組織である。

## 結成

### TDF、OLAの連携
2021年8月、ティグレ人民解放戦線の指導者デブレツィオン・ゲブレミカエルと、スポークスパーソンのゲタチェウ・レダは、以降ティグレ防衛軍（TDF）はオロモ解放軍（OLA）と連携していくと述べた。OLAのスポークスパーソンのオダー・タルビィは、今後両組織は「情報協力、共同作戦」を行うと述べ、連携は「アビィ政権の独裁体制を打倒するため」であると述べた。

### 9派連合へ
2021年10月下旬にかけて、複数の反政府組織がTDFとの連携に応じた。11月5日、同盟は以下の9組織によって結成された。
- アファル革命民主統一戦線（英語版）
- アガウ民主運動
- ベニシャングル人民解放運動（英語版）
- ガンベラ人民解放軍
- キマント民主党（英語版）
- オロモ解放軍（英語版）
- シダマ民族解放戦線（英語版）
- ソマリ抵抗運動（英語版）
- ティグレ人民解放戦線[3]

この同盟は、「エチオピア連邦統一軍事戦線」 と名付けられた。

### 相次ぐ離脱
2022年2月1日、アファル革命民主統一戦線はUFEFCFからの離脱を表明した。ティグレ人民解放戦線がアファール州に侵攻し、民間人を殺害したことが原因とされる。
2022年10月19日、ベニシャングル人民解放運動はエチオピア政府と和平協定に署名し、UFEFCFから離脱した。
2022年11月2日、ティグレ人民解放戦線はエチオピアと和平協定に署名し、UFEFCFから離脱した。
2022年12月22日、キマント民主党は政府と会談し、平和的に投降した。会談はキマントの伝統的・宗教的指導者が仲介した。
2023年4月、ガンベラ人民解放軍は武装解除に応じ、政府に投降した。

## 目標
発表によると、この組織は「アビィ首相の独裁政権をあらゆる手段で打倒し、新たな政府を結成する」ことを目的としている。

## 反応
エチオピアの法務大臣ゲディオン・ティモテウォスは、統一軍事戦線による発表は「単なるパフォーマンス」であり、一部の参加組織には「活動実態が存在しない」と述べた。